# Rittmannshausen
Rittmannshausen ist ein Ortsteil der Gemeinde Ringgau im nordhessischen Werra-Meißner-Kreis.

## Geographie
Das geschlossene Dorf Rittmannshausen liegt im nordöstlichen Teil des Ringgaus, etwa 2,7 km östlich des der Gemeindeverwaltung in Netra und 12 km südsüdöstlich  von Eschwege in unmittelbares Nähe der Landesgrenze zu Thüringen. Etwa 600 m westsüdwestlich des Ortes entspringt die Netra. Die Kirche liegt zentral im ältesten Ortsteil. Das Gebiet des Ortsteils besteht aus der Gemarkung Rittmannshausen im Osten des Gemeindegebiets mit einer Fläche von 403 Hektar, davon sind 156 Hektar Wald. In der Gemarkung liegt die Wüstung Hessenau.
Die Ortslage befindet sich auf 348 bis 377 m ü. NHN und der höchste Punkt der Gemarkung ist die 462 Meter hohe Eichlethenberg nördlich des Dorfes. An den Ortsteil Rittmannshausen grenzen, von Norden beginnend, im Uhrzeigersinn, der Ortsteil Rambach der Gemeinde Weißenborn, im Osten der Stadtteil Ifta der thüringischen Stadt Treffurt und im Süden und Westen Ringgau-Lüderbach und -Netra. In der Ortslage trifft die Landesstraße 3300 vom nördlichen Nachbarort Weißenborn kommend auf die Bundesstraße 7, in deren Abschnitt Netra–Ifta.

## Geschichte

### Ortsgeschichte
Bedeutende Teile des Ringgau kamen im 11. Jahrhundert in den Besitz der mächtigen Grafen von Northeim, welche vermutlich den Bau der Boyneburg als Verwaltungszentrum veranlassten. Zuvor bestanden in diesem Gebiet bereits mehrere frühgeschichtliche Befestigungsanlagen (Graburg, Schäfersburg, Hüneburg), welche der Bevölkerung als Fliehburgen dienten und eine fränkische Burganlage in Renda, dem ersten Hauptort der Gaugrafschaft Ringgau. Um 1223 wurde mit dem Bau einer steinernen Werrabrücke die Lange-Hessen-Straße über Creuzburg aufgewertet, sie verband die hessischen Besitzungen der Thüringer Landgrafen mit dem Hauptort Eisenach. Diese alte Heer- und Handelsstraße verlief dicht südlich der heutigen Ortslage (Flurname Alte Straße).
Nach dem thüringisch-hessischen Erbfolgekrieg (1247–1263) erhielt im Jahre 1264 Landgraf Heinrich I. von Hessen die Boyneburg und zugehörige Besitzungen, darunter auch Rittmanshausen.
Der Ort Ridanßhusen wurde bereits im Jahre 1195 erstmals erwähnt, als Papst Coelestin III. das Kloster Germerode unter seinen Schutz stellte, dieses Dokument existiert aber nur noch als Abschrift, diesem Dokument folgt ein Vertrag – mit Nennung des Ortsnamens in der Schreibweise Ritandishusen (Siedlung eines Ritandis) – vom 19. April 1315 als frühestes erhaltenes Belegstück. In dieser wichtigen Urkunde zur Ortsgeschichte wird eine Adelsfamilie erwähnt, welche in Rittmannshausen ansässig war und 1315 einen Ratsherren in der Nachbarstadt Creuzburg stellte. Auch die zu den Burgmannen der Burg Creuzburg gehörige Ritterfamilie Scherff hatte vorübergehend Besitz in Rittmannshausen erworben, Teile besaßen auch die Herren von Netra, die 1366 an die Herren von Boyneburg verkauften. Die Boyneburger waren zugleich Lehens- und Gerichtsherren im Ort. Sie besaßen einen Hof, der als Amtshaus genutzt wurde; vermutlich handelt es sich dabei um den noch 1840 als Burg bezeichneten Hof in der Ortslage. 1525 erreichte der Bauernkrieg in Thüringen seinen Höhepunkt. Die Unruhen griffen auch auf den hessischen Teil des Ringgaus über, die Aufständischen wurden danach hart bestraft.
Rittmannshausen gehörte zum teilautonomen Gericht Boyneburg. Die Herren von Boyneburg gerieten im Jahre 1615 zunächst mit den Heimbürgen der Gemeinde in Streit, der sich über die Jahre zu einer erbitterten Fehde gegen das Dorf ausweitete (Rittmanshäuser Rebellion). Anlass war die Frage der Durchsetzung einer von den von Boyneburg-Hohenstein erlassenen „Policeyordnung“ aus dem Jahre 1604, mit der der Gemeinde Rittmannshausen (wie auch anderen) erhebliche Selbstverwaltungsrechte genommen wurden und deren Gültigkeit die Rittmannshäuser daher vehement bestritten. Die von Boyneburg ließen nichts unversucht, um den Widerstand der Rittmannshäuser zu brechen, was ihnen erst 1620 gelang. Die Landgrafschaft Hessen, die bereits zuvor Grundherr über die zuvor dem Kloster Germerode untertanen „germerödischen Männer“ war, erkaufte 1650 einen weiteren Teil des Orts. Die neu gewonnenen Untertanen wurden dem Amt Bischhausen. zugeordnet, das Dorf als solches blieb allerdings nach wie vor Teil des Gerichts Boyneburg. Seit 1821 gehörte Rittmannshausen zum Kreis Eschwege.
Rittmannshausen nach der Gebietsreform
Im Zuge der Gebietsreform in Hessen fusionierten zum 31. Dezember 1971 die bis dahin selbständigen Gemeinden Grandenborn, Lüderbach, Netra, Renda und Rittmannshausen freiwillig zur neuen Gemeinde Ringgau. Datterode und Röhrda schlossen sich am 1. April 1972 in der Gemeinde Netratal zusammen. Diese beiden Gemeinden wurde am 1. Januar 1974 kraft Landesgesetz zur neuen Großgemeinde Ringau zusammengeschlossen. Sitz der Gemeindeverwaltung wurde der Ortsteil Netra. Für alle nach Ringgau eingegliederten Gemeinden wurden Ortsbezirke gebildet.

### Gerichte
Die Gerichtsbarkeit über Rittmannshausen wurde im Mittelalter durch das Gericht Boyneburg ausgeübt. Nach langen Rechtstreirigkeitden zwischen der Herren von Boyneburg kam es 1449 zu einem Vergleich, und ab 1460 hielten die von Boyneburg die Burg und den dazu gehörigen ehemaligen Reichsbesitz als landgräflich-hessisches Erblehen. Mit dem Aussterben der Herren von Boyneburg-Hohenstein 1792 ging das Gericht an das Kurfürstentum Hessen, die es dem Amt Bischhausen zuschlug.
Die weitere Zuständigkeit entwickelte sich wie folgt:
- 1807–1813: Friedensgericht Netra im Königreich Westphalen[Anm. 1]
- 1814–1818: Amt Bischhausen
- 1819: Amt Netra
- 1822: Justizamt Netra erste Instanz, zweite Instanz Obergericht für die Provinz Niederhessen
- 1867: Amtsgericht Netra (nach der Annexion durch Preußen), zweite Instanz Kreisgericht Kassel
- 1879: Amtsgericht Netra erste Instanz (durch das Reichsjustizgesetze), zweite Instanz Landgericht Kassel
- 1939: Amtsgericht Eschwege, zweite Instanz Landgericht Kassel

### Verwaltungsgeschichte im Überblick
Die folgende Liste zeigt die Staaten und Verwaltungseinheiten, denen Rittmannshausen angehört(e):
- Um 1430: Heiliges Römisches Reich, Landgrafschaft Hessen, Niederfürstentum, Amt Eschwege, Gericht Boyneburg
- ab 1567:  Heiliges Römisches Reich, Landgrafschaft Hessen-Kassel, Amt Eschwege, Gericht Boyneburg
  - 1627–1834: Landgrafschaft Hessen-Rotenburg (sogenannte Rotenburger Quart), teilsouveränes Fürstentum unter reichsrechtlicher Oberhoheit der Landgrafschaft Hessen-Kassel bzw. des Kurfürstentums Hessen, Amt Eschwege, Dorf derer von Boyneburg-Hohenstein („adelige Quart“)
- ab 1650: Heiliges Römisches Reich, Landgrafschaft Hessen-Kassel, Amt Bischhausen Gericht Boyneburg
- ab 1792: Heiliges Römisches Reich, Landgrafschaft Hessen-Kassel, Amt Bischhausen
- 1803–1806: Heiliges Römisches Reich, Kurfürstentum Hessen, Amt Bischhausen
- 1807–1813: Königreich Westphalen, Departement der Werra, Distrikt Eschwege, Kanton Netra
- ab 1814: Kurfürstentum Hessen, Amt Bischhausen
- ab 1818: Kurfürstentum Hessen, Amt Netra[13]
- ab 1821/22: Kurfürstentum Hessen, Provinz Niederhessen, Kreis Eschwege[14][Anm. 3]
- ab 1848: Kurfürstentum Hessen, Bezirk Eschwege
- ab 1851: Kurfürstentum Hessen, Provinz Niederhessen, Kreis Eschwege
- ab 1867: Königreich Preußen,[Anm. 4] Provinz Hessen-Nassau, Regierungsbezirk Kassel, Landkreis Eschwege
- ab 1871: Deutsches Reich, Königreich Preußen, Provinz Hessen-Nassau, Regierungsbezirk Kassel, Kreis Eschwege
- ab 1918: Deutsches Reich, Freistaat Preußen,[Anm. 5]  Provinz Hessen-Nassau, Regierungsbezirk Kassel, Kreis Eschwege
- ab 1944: Deutsches Reich, Freistaat Preußen, Provinz Kurhessen, Landkreis Eschwege
- ab 1945: Deutsches Reich, Amerikanische Besatzungszone,[Anm. 6] Groß-Hessen, Regierungsbezirk Kassel, Landkreis Eschwege
- ab 1946: Deutsches Reich, Amerikanische Besatzungszone, Land Hessen, Regierungsbezirk Kassel, Landkreis Eschwege
- ab 1949: Bundesrepublik Deutschland, Land Hessen, Regierungsbezirk Kassel, Landkreis Eschwege
- ab 1972: Bundesrepublik Deutschland, Land Hessen, Regierungsbezirk Kassel, Landkreis Eschwege, Gemeinde Ringgau
- ab 1974: Bundesrepublik Deutschland, Land Hessen, Regierungsbezirk Kassel, Werra-Meißner-Kreis, Gemeinde Ringau

## Bevölkerung

### Einwohnerstruktur 2011
Nach den Erhebungen des Zensus 2011 lebten am Stichtag dem 9. Mai 2011 in Rittmannshausen 138 Einwohner. Darunter waren keine  Ausländer.
Nach dem Lebensalter waren 21 Einwohner unter 18 Jahren, 66 waren zwischen 18 und 49, 24 zwischen 50 und 64 und 27 Einwohner waren älter.
Die Einwohner lebten in 54 Haushalten. Davon waren 12 Singlehaushalte, 12 Paare ohne Kinder und 21 Paare mit Kindern, sowie 9 Alleinerziehende und keine Wohngemeinschaften. In 9 Haushalten lebten ausschließlich Senioren/-innen und in 36 Haushaltungen leben keine Senioren/-innen.

### Einwohnerentwicklung
- 1585: 28 Haushaltungen[3]
- 1674: 110 Einwohner[3]
- 1747: 29 Haushaltungen[3]

| Rittmannshausen: Einwohnerzahlen von 1834 bis 2022 | Rittmannshausen: Einwohnerzahlen von 1834 bis 2022 | Rittmannshausen: Einwohnerzahlen von 1834 bis 2022 | Rittmannshausen: Einwohnerzahlen von 1834 bis 2022 | Rittmannshausen: Einwohnerzahlen von 1834 bis 2022 |
| --- | -------------------------------------------------- | -------------------------------------------------- | -------------------------------------------------- | -------------------------------------------------- |
| Jahr |                                                    |                                                    |                                                    | Einwohner                                          |
| 1834 | 1834                                               |                                                    | 176                                                | 176                                                |
| 1840 | 1840                                               |                                                    | 195                                                | 195                                                |
| 1846 | 1846                                               |                                                    | 206                                                | 206                                                |
| 1852 | 1852                                               |                                                    | 195                                                | 195                                                |
| 1858 | 1858                                               |                                                    | 175                                                | 175                                                |
| 1864 | 1864                                               |                                                    | 160                                                | 160                                                |
| 1871 | 1871                                               |                                                    | 170                                                | 170                                                |
| 1875 | 1875                                               |                                                    | 168                                                | 168                                                |
| 1885 | 1885                                               |                                                    | 161                                                | 161                                                |
| 1895 | 1895                                               |                                                    | 146                                                | 146                                                |
| 1905 | 1905                                               |                                                    | 163                                                | 163                                                |
| 1910 | 1910                                               |                                                    | 156                                                | 156                                                |
| 1925 | 1925                                               |                                                    | 147                                                | 147                                                |
| 1939 | 1939                                               |                                                    | 168                                                | 168                                                |
| 1946 | 1946                                               |                                                    | 261                                                | 261                                                |
| 1950 | 1950                                               |                                                    | 248                                                | 248                                                |
| 1956 | 1956                                               |                                                    | 199                                                | 199                                                |
| 1961 | 1961                                               |                                                    | 186                                                | 186                                                |
| 1967 | 1967                                               |                                                    | 164                                                | 164                                                |
| 1970 | 1970                                               |                                                    | 171                                                | 171                                                |
| 1980 | 1980                                               |                                                    | ?                                                  | ?                                                  |
| 1987 | 1987                                               |                                                    | 150                                                | 150                                                |
| 2000 | 2000                                               |                                                    | ?                                                  | ?                                                  |
| 2011 | 2011                                               |                                                    | 138                                                | 138                                                |
| 2022 | 2022                                               |                                                    | 125                                                | 125                                                |
| Datenquelle: Historisches Gemeindeverzeichnis für Hessen: Die Bevölkerung der Gemeinden 1834 bis 1967. Wiesbaden: Hessisches Statistisches Landesamt, 1968. Weitere Quellen: LAGIS; Zensus 2011 |                                                    |                                                    |                                                    |                                                    |

### Historische Religionszugehörigkeit
| • 1885: | 161 evangelische (= 100 %) Einwohner                             |
| • 1961: | 175 evangelische (= 94,09 %), 6 katholische (= 3,23 %) Einwohner |

## Religion
Kirchengebäude
Ein massiver Chorturm aus dem 14. Jahrhundert ist teilweise erhalten. Das Schiff der Rittmanshäuser Kirche wurde 1828 vom Landbaumeister Johann Friedrich Matthei als klassizistischer Saalbau neu errichtet, der Kirchturm stammt von einem Vorgängerbau, welcher im Dreißigjährigen Krieg zerstört wurde. In der Kirche befinden sich zwei Glocken aus dem 14. Jahrhundert, von denen eine als Marienglocke durch die Inschrift AVE MARIA GRACIA PLENA DOMINUS TECUM BENED ausgewiesen wird. Bei Bauarbeiten fand man 1970 mit einem Wappen verzierte Reste des alten Taufsteines, den Fachleute in die Zeit um 1520 datieren.
Bekenntniswechsel
Einführung der Reformation in der Landgrafschaft Hessen ab 1526.
Pfarrzugehörigkeit
In der Frühen Neuzeit befindet sich das Patronatsrecht bei denen von Boyneburg-Hohenstein.
Für die Jahre 1585 und 1872 ist belegt, dass Rittmannshausen eine Filiale von Netra ist. Später gehörte Rittmannshausen zum Kirchspiel Netra-Lüderbach und heute zur „evangelischen Kirchengemeinden Rittmannshausen und Lüderbach.“

## Politik
Für Rittmannshausen besteht ein Ortsbezirk (Gebiete der ehemaligen Gemeinde Rittmannshausen) mit Ortsbeirat und Ortsvorsteher nach der Hessischen Gemeindeordnung.
Der Ortsbeirat besteht aus fünf Mitgliedern. Bei den Kommunalwahlen in Hessen 2021 betrug die Wahlbeteiligung zum Ortsbeirat 66,04 %. Alle Kandidaten gehörten der „Freien Wählergemeinschaft Rittmannshausen“ an. Der Ortsbeirat wählte Matthias Bauer zum Ortsvorsteher.